# Jean-Yves Touzaint
Jean-Yves Touzaint, né le 8 octobre 1948, est un cavalier français de concours complet d'équitation (CCE).
Il est champion de France de concours complet d'équitation en 1975, 1976 et en 1991.
Il participe aux Jeux olympiques de 1976, terminant dix-huitième du concours complet individuel.
Il gagne avec Joël Pons, Thierry Touzaint et Armand Bigot le festival international de Fontainebleau en 1980, qui est considéré comme des Jeux olympiques de remplacement alors que l'équitation est massivement boycottée aux jeux de Moscou.
Son fils Nicolas Touzaint est champion olympique de concours complet par équipe.